# Bronsschifforn
Bronsschifforn (Schiffornis aenea) är en fågelart i familjen tityror inom ordningen tättingar.

## Utbredning och systematik
Fågeln förekommer i centrala Ecuador och norra Peru. Tidigare behandlades den som en del av Brunvingad schifforn (Schiffornis turdina). 

## Status
IUCN kategoriserar den som livskraftig.